# Северин Бєщад
Северин Бєщад (пол. Seweryn Bieszczad; 18 листопада 1852, Ясло — 17 червня 1923, Коросно) — польський художник, представник реалізму.

## Біографія
Народився 18 листопада 1852 року в місті Ясло в сім'ї художника.
З 1868 по 1876 навчався у Краківській школі мистецтв під керівництвом Владислава Лущкевича та Яна Матейка, а також займався у класах, якоі вели Леон Дембовскі та Фелікс Шиналєвскі. Згодом навчався в Мюнхенській академії мистецтв під керівництвом А. Ваґнера та стажувався у Дрездені як стипендіат Віденської академії.
У 1891 році, за порадою друзів, повернувся до Коросна, де прожив решту життя, за винятком короткого періоду між 1820-1823 років, протягом якого перебував у Плешеві (Познанське воєводство).
Помер 17 червня 1923 року в Коросні.

## Творчість
Протягом свого життя в Коросно був активним у мистецькому житті й художніх спілках, творцем аматорського театру, там же створив більшу частину своїх творів — пейзажів, панорам міста та околиць. Дотримувався реалістичної манери живопису та відзначався глибокою обізнаністю із акварельною технікою.

## Вибрані твори
- У корчмі
- Літній пейзаж
- Сільський пейзаж
- Офіцер кавалерії
- Краківська пара
- На торзі

## Галерея
|  |  |  |  |  |